# 卡維圖約克山 (聖何塞德克羅區)
12°08′02″S 75°34′47″W / 12.13389°S 75.57972°W
卡維圖約克山（Kawituyuq），是秘魯的山峰，位於該國中部胡寧大區，由康塞普西翁省的聖何塞德克羅區負責管轄，屬於秘魯中部山脈的一部分，海拔高度4,600米。